# Paul Reinecke
Paul Reinecke, född 25 september 1872 i Charlottenburg, död 12 maj 1958 i Herrsching, var en tysk arkeolog, verksam i Bayern.
Paul Reinecke studerade medicin och allmän naturvetenskap för Rudolf Virchow. Han intresserade sig utöver detta för förhistoria och studerade därför vidare hos antropologen Johannes Ranke och arkeologen Adolf Furtwängler. År 1893 företog Reinecke en studieresa genom Österrike-Ungern. 
Efter studierna fick han anställning på Römisch-Germanisches Zentralmuseum i Mainz där han stannade till 1908. Mellan 1908 och 1937 arbetade Reinecke som huvudkonservator vid Generalkonservatorium der Kunstdenkmale und Altertümer Bayerns. Reinecke hann före sin död 1958 med att arbeta med alla förhistoriska perioder i Europa och han har bland annat givit bidrag till Hallstattkulturens periodindelning.

## Publikationer
- Bodendenkmale spätkeltischer Eisengewinnung an der untersten Altmühl (München, 1934/35).
- Mainzer Aufsätze zur Chronologie der Bronze- und Eisenzeit (Bonn 1965).